# Chiesa di Sant'Elena (Sadali)
La chiesa di Sant'Elena è un edificio religioso situato a Sadali, centro abitato della Sardegna centro-orientale. Consacrata al culto cattolico, fa parte della parrocchia di San Valentino, diocesi di Lanusei.

Chiesa semplice a pianta rettangolare e navata unica, come primo impianto edificata in forme bizantine probabilmente nel X secolo. È ubicata presso la sorgente di Funtana Manna.